# Ногинск
Ногинск (рус. Ногинск) град је у Русији у Московској области. Налази се на реци Кљазми, 68 километара источно од Москве. Према попису становништва из 2010. у граду је живело 99.762 становника.
Велико је средиште текстилне индустрије. У њему су погони за прераду памука, свиле и вуне.
Основан је 1389. године као Рогожи, а град је касније назван Богородск, зато што је основан на дан Празника Покрова Пресвете Богородице.
Преименован је у Ногинск 1930. године према комунистичком текстилном руководитељу Виктору Павловичу Ногину.
Данас се користе оба назива за овај град. Већина градских привредних субјеката носи у имену Богородск: 
- Богородскаја Пивоварња (од 1897)
- Богородскавтотранс, месни превозник
- Богородски Банке, месни банке

Изградња нове ауто-пута је у току. Нови ауто-пут ће у великој мери растеретити презагушену нижњеновгородски ауто-пут, коју углавном користе тешка возила за превоз терета на великим даљинама (ЕУ - Русија - Кина). Пројектована рута ће ићи јужније од постојећег пута, између нижњеновгородског и новосовихинског ауто-пута. Процењено време путовања између Москве је 20 минута.

## Становништво
Према прелиминарним подацима са пописа, у граду је 2010. живело 99.762 становника, 17.793 (15,14%) мање него 2002.
| 1939.  | 1959.  | 1970.   | 1979.   | 1989.   | 2002.   | 2010.   |
| ------ | ------ | ------- | ------- | ------- | ------- | ------- |
| 81.004 | 94.522 | 103.735 | 118.750 | 123.020 | 117.555 | 100.072 |

## Партнерски градови
- Sanary-sur-Mer
- Зрењанин

## Галерија
- Храм Велика Госпојина
- Храм мученика Константина
- Капела Николе Мирликијског
- Капела сећања на Други светски рат
- Торгови центр «Богородски»
- Фонтане